# Leo Van Der Elst
Leo Van Der Elst (Opwijk, 1962. január 7. – ) belga válogatott labdarúgó, edző.

## Pályafutása

### Klubcsapatban
1979 és 1984 között a Royal Antwerp csapatában játszott. 1984-től 1988-ig a Club Brugge játékosa volt, melynek tagjaként bajnoki címet szerzett, illetve megnyerte a kupát és a szuperkupát. 1988-ban Franciaországban a Metz együttesében szerepelt. 1988 és 1989 között a holland RKC Waalwijk 1989 és 1990 között a Charleroi csapatát erősítette. 1990 és 1994 között a Genk játékosa volt. 1995-ben az Eendracht Aalst játékosaként fejezte be a pályafutását.

### A válogatottban
1984 és 1987 között 13 alkalommal szerepelt a belga válogatottban. Részt vett az 1986-os világbajnokságon.

## Sikerei
Club Brugge
- Belga bajnok (1): 1987–88
- Belga kupagyőztes (1): 1985–86
- Belga szuperkupagyőztes (1): 1986